# Paecilomyces aerugineus
Paecilomyces aerugineus är en svampart som beskrevs av Samson 1974. Paecilomyces aerugineus ingår i släktet Paecilomyces och familjen Trichocomaceae.   Inga underarter finns listade i Catalogue of Life.